# Petra Mönnigmann
Petra Mönnigmann DSS (* 14. Juni 1924 als Paula Mönnigmann in Oelde; † 5. Juni 1976 in Indien) war eine deutsche Lehrerin und Gründerin der Ordensgemeinschaft der Dienerinnen der Armen.

## Leben
Paula Mönnigmann trat in Werl den Ursulinen bei, nahm den Ordensnamen Petra an und ging 1966 als Ordensfrau und Lehrerin für drei Jahre nach Indien. In Indien diente Petra Mönnigmann in einem Caritas-Institut und lernte die Not und Armut in den entlegenen Orten kennen. Für ihre Arbeit und ihren Orden trennte sich Schwester Petra von den Ursulinen und gründete am 1. Juni 1969 in der indischen Stadt Pattuvam mit acht jungen Mädchen die religiöse Gemeinschaft „Dina Sevana Sabbah“ (zu deutsch: „Dienerinnen der Armen“). Ziel ihrer religiösen Gemeinschaft ist es, keine Almosen zu verteilen, sondern den Armen zu helfen, ihrem Elend zu entkommen und Hilfe zur Selbsthilfe zu leisten.
Bei einem Verkehrsunfall kam Schwester Petra mit vier Mitschwestern Pfingsten 1976 in Indien ums Leben.
Die Ordensgemeinschaft strebt die Seligsprechung von Schwester Petra an. Ein erstes Etappenziel wurde am 14. Juni 2009 erreicht, als Varghese Chakkalakal, der Bischof des Bistums Kannur, in Pattuvam, dem Gründungsort der Gemeinschaft, wo sich auch ihr Grab befindet, öffentlich die Ernennung zur „Dienerin Gottes“ bekanntgab.

## Das „geistliche Testament“ der Schwester Petra
Nach dem Tod von Schwester Petra fand man das „geistliche Testament“ handschriftlich auf einem verstreuten Zettel, in englischer Sprache und ohne Adresse, Datum und Unterschrift in der dritten Person geschrieben:
„Sie diente Gott ihr ganzes Leben lang und mit ihrer ganzen Kraft, in vollem Bewusstsein, dass sie nicht wirklich glaubte an ihn oder besser an das, was man von ihm lehrte, stets tätig, als ob sie glaubte, und in brennender Hoffnung, er möchte wirklich da und in ihrer Nähe sein. Als sie jung war, versuchte sie ihn zu verstehen und zufrieden zustellen, und beides misslang ihr völlig. Er erschien ihr von Grund auf ungerecht: Er verlangte, ‚gut‘ genannte zu werden und legte zugleich den Menschen grausame Schmerzen und Ängste auf; er gab Anordnungen und gestaltete die Menschen so, dass sie sündigen mussten; er gewährte keine Freiheit, keine Wahl und keine Möglichkeiten zu entkommen.
An ihn zu denken erfüllte sie oft mit Schrecken, bis sie es endlich lernte, sich dem Unbekannten und Unerkennbaren zu unterwerfen. Später nahm sie dann mit großer Verwunderung wahr, dass sie Gott liebte, und sie war nie im Stande zu verstehen, dass jemand Gott so sehr lieben und mit ihm so viel und so lebendig umgehen kann, ohne auch nur in irgendeinem Punkt über ihn Gewissheit zu haben. Sie glaubte, dass vielleicht ein Großteil dieser Liebe Sehnsucht sei. Sie konnte sich nie ganz von dem Verdacht befreien, Theater zu spielen, wenn sie betete oder über Gott sprach oder für ihn arbeitete. Sie lernte es nie, die Schmerzen von Menschen und Tieren sehen, ohne selbst tiefes Leid zu empfingen, und sie liebte Jesus, wer immer er sein mochte, wegen seines Mitgefühls mit den Leidenden; sie war sehr erschüttert über die Grausamkeit seines Todes. Sie blieb in seiner Kirche und arbeitete in ihr, weil sie nicht wusste, wo sie anders hingehen sollte. Sie wusste, dass sie mit all ihrer Arbeit auch nicht eines der Leiden des Menschen entscheidend ändern konnte. Aber sie arbeitete so viel und so hart wie möglich, um an jedem Tag zumindest das zu erreichen, dass ein Mensch weniger leiden musste und darin erführ sie großes Glück.
Tief in ihrem Herzen wusste sie mit absoluter Gewissheit, dass der unbekannte und unerkennbare und geliebte Gott sie ständig führte, aber nie verschwand ihre tödliche Furcht vor den Dingen, die dieser Gott den Menschen antut; sie gestand nur die Möglichkeit zu, dass diese Grausamkeiten sich irgendwie doch mit seiner Liebe vertrugen, und sie sah mit ungeduldiger Erwartung dem Tag ihres Todes entgegen, wenn Gott sich selbst und seine Wege offenbart, und wenn alle Ungewissheit, alle Furcht und alles Leid vorüber sind.“

## Der Orden der Dienerinnen der Armen
Nach dem Tod von Paula Mönnigmann wurde ihre Freundin Anna Kultz, die als Schwester Willigard seit 1975 dem Orden angehörte, zur Nachfolgerin gewählt. Sie leitete die Gemeinschaft als Generaloberin von 1976 bis 1989. Seit der Zeit liegt die Leitung bei den indischen Schwestern. Schwester Willigard hatte maßgeblichen Anteil daran, dass die junge Ordensgemeinschaft nach dem Tod von Schwester Petra bestehen, sich festigen und ausbreiten konnte.
Der Ordensgemeinschaft gehörten im Jahr 2024 rund 630 Schwestern an. Sie beten und arbeiten in 76 Stationen in Indien und in drei „Missionen“ in Deutschland, unter anderem in Recklinghausen. Der Vatikan hat den Orden „Dina Sevana Sabbah“ – „Dienerinnen der Armen“ als „Orden päpstlichen Rechts“ anerkannt.